# Branimir Subaşiç
Branimir Subašić (in serbo Бранимир Субашић?; in azero Branimir Subaşiç; Belgrado, 7 aprile 1982) è un ex calciatore serbo naturalizzato azero, di ruolo attaccante.

## Carriera

### Club
Inizia la carriera di professionista nel 1998 nelle file dello Železnik.
Nel 2002 lascia la Serbia e inizia un lungo viaggio in giro nei principali campionati europei: è in Belgio all'Oostende, in Francia al Beauvais, in Ucraina al Čornomorec' Odessa, in Russia all'Amkar Perm', infine in Azerbaigian al Neftchi Baku, con cui vince la Coppa dei Campioni della CSI 2006.
Nell'estate del 2008 viene ingaggiato dalla Stella Rossa di Belgrado.

### Nazionale
Nel 2005, dopo aver preso la cittadinanza azera, diventa uno dei giocatori di punta della Nazionale di calcio dell'Azerbaigian. Esordisce con la selezione azera nel 2007.

## Palmarès

### Club

#### Competizioni internazionali
- Coppa dei Campioni della CSI: 1

2006